# Liliana Grosu
Liliana Grosu (n. 25 octombrie 1973) este o profesoară și psihologă din Republica Moldova, deputat în legislatura 2021-2025 a Parlamentului Republicii Moldova, reprezentantă a Partidului Acțiune și Solidaritate (PAS).

## Biografie
Din 1995 până 2021, Grosu a activat ca psiholog școlar în câteva instituții de învățământ din Chișinău și Bălți. Din 2014, timp de circa șase ani, a fost intervievatoare la Centrul Național de Prevenire a Abuzului față de Copii, audiind în condiții speciale minorii care erau victime sau martori ai unor infracțiuni penale.

### Activitate politică
A candidat cu numărul 58 pe lista Partidului Acțiune și Solidaritate la alegerile parlamentare din 2021 și a acces în parlament.